# Храм Білого Лотоса
Храм Білого Лотоса (лао. ວັດ "ດອກກຸຫຼາບຂາວ") — необуддистський храм у місті Черкаси, де також функціонує школа бойових мистецтв. Відвідувачі мають можливість навчатися муай тай, основи самооборони, кунг–фу за вигаданою технікою «лаоської школи» «Ша–Фут–Фань», йозі, практикам правильного дихання, а також проведенням чайної церемонії.

## Історія
Ідея заснування буддійського храму зародилася у Володимира Скубаєва, голови місцевої буддистської громади, після його шестирічного паломництва до Лаосу в 1970-х роках. Храм «Білий лотос» був збудований у 1990 році і є реплікою буддійського храму в Лаосі. Його зведення відбувалося виключно фізичною працею учнів школи "Білого лотоса" та членів громади без застосування техніки. У 1991 році тут офіційно зареєстрували релігійну буддійську громаду з близько 200-250 послідовниками. 
Існують легенди, пов'язані з храмом. Під час закладки фундаменту в 1988 році нібито знайшли камінь із зображенням Будди у військовій масці. Також поширені вірування, що місце для храму вибрали невипадково — через розлом земної кори, створюючи особливе торсійне магнітне поле всередині. Деякі припускають європейське походження засновника буддизму, ймовірно з території сучасної України, тлумачачи його ім'я Шак'я-Муні як «скіфський мудрець».

## Опис

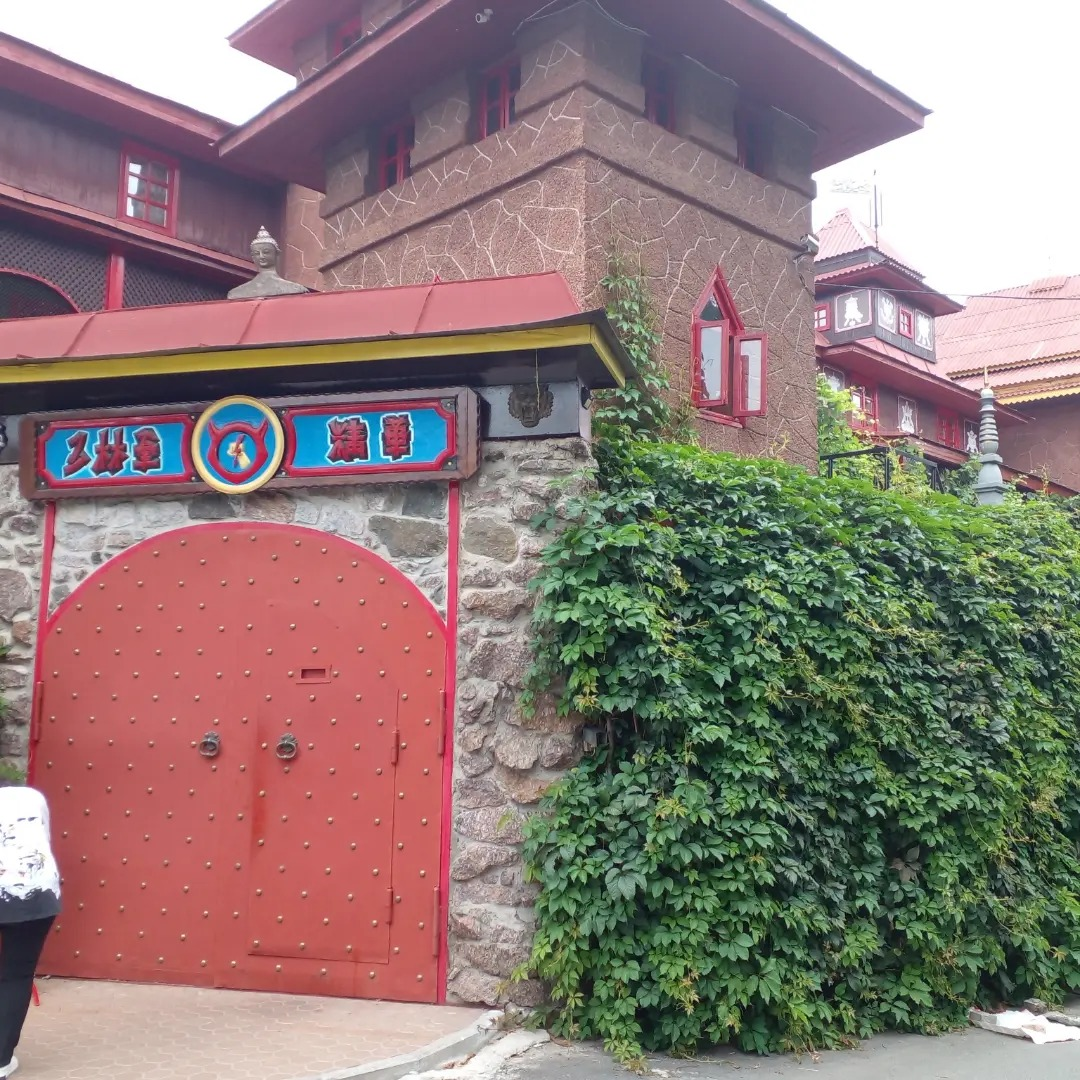
Центральний вхід

У сакральній архітектурі буддійського храму наявні численні символічні деталі, котрі репрезентують фундаментальні концепти буддизму. Біла ступа символізує жіночу енергію, Всесвіт та земні стихії, де кожен щабель уособлює етапи вдосконалення людини. Всередині розташовані чотири статуї Будди, звернені до чотирьох сторін світу. Протилежна Чорна ступа (чоловіча енергія) містить пірамідальну кімнату з каменем космічного походження Бен-Беном, верхівка якого спрямована донизу. Поряд розміщено п'ять зелених молитовних барабанів, колір яких символізує сердечну чакру.  
У дворі розташована вівтарна стіна з центральною статуєю Будди та двома воротами, що втілюють два життєві шляхи — присвятити себе служінню іншим або зосередитися на власному вдосконаленні. На землі викладено сонце та вісім променів, уособлюючи вісім канонів буддійського шляху. Біля входу стоять фігури давніх воїнів з Тибету, а на вершині храму — старовинний 300-річний дзвін, чий голос, за віруваннями, очищає душу. 

## Критика
Спільнота Скубаєва не є традиційно буддійською, оскільки еклектично поєднує елементи буддизму, індуїзму, християнства, ісламу та давньолаоської школи кунг-фу. Скубаєв стверджує, що готує учнів до «боротьби за духовність», а не до досягнення просвітлення. Спільнота має строгу ієрархію та дисципліну, де вчитель є абсолютним авторитетом.
Деякі вважають Білий Лотос «тоталітарною, деструктивною сектою», яка практикує фізичні покарання для охочих вийти. Однак Скубаєв це заперечує. Молодь добровільно входить до структури заради кунг-фу та заробітку, а не з метою осягнути буддизм.
За спостереженнями студентів, спільнота перенесла сакральні цінності на матеріальний світ, де головну роль відіграє не релігія, а комерційні інтереси. Вони не відчули глибинної духовності, характерної для релігійних спільнот, а лише «змішану новоутворену релігійну свідомість».

## Галерея

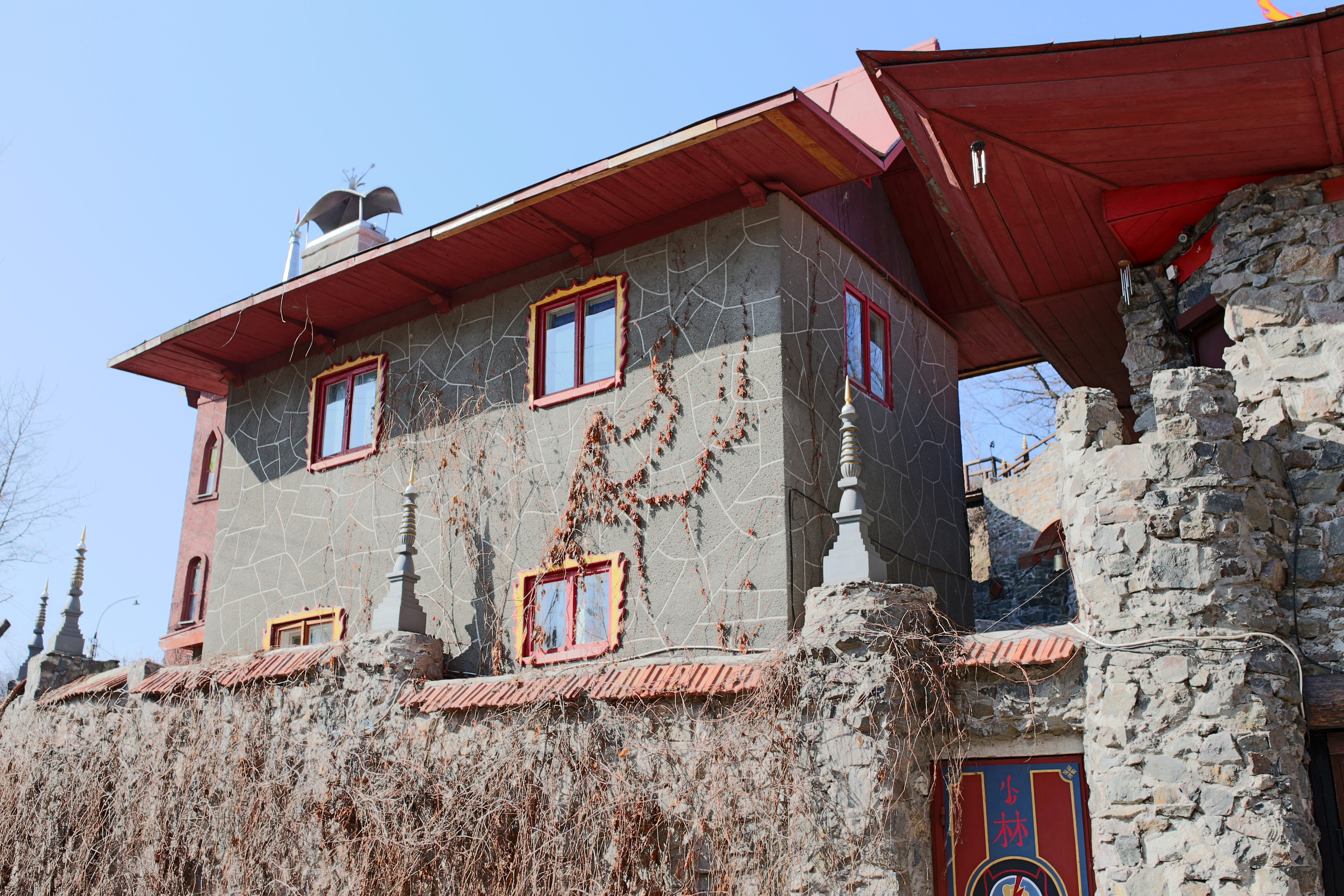
Фасад
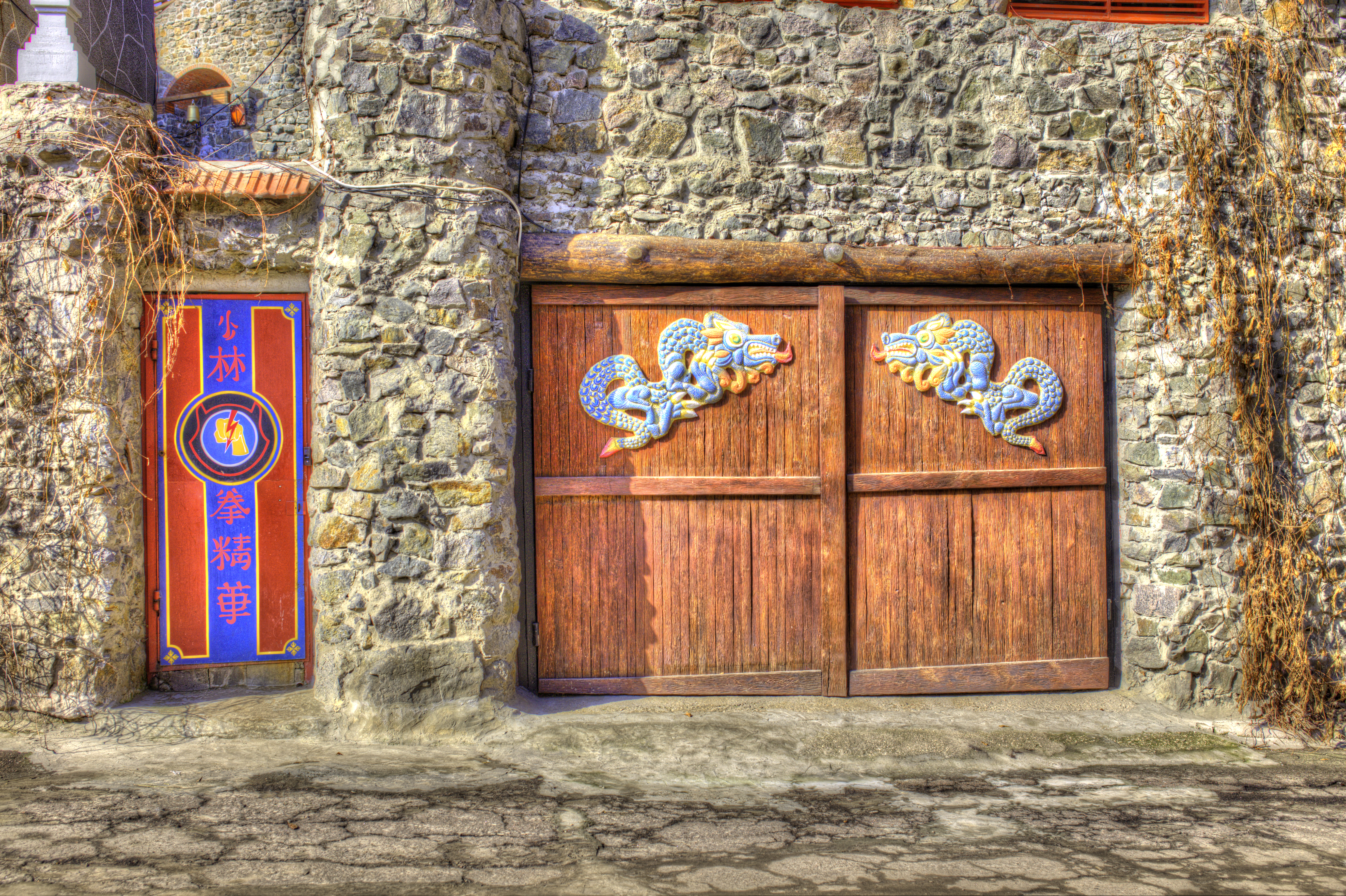
Двері храму прикрашені драконами
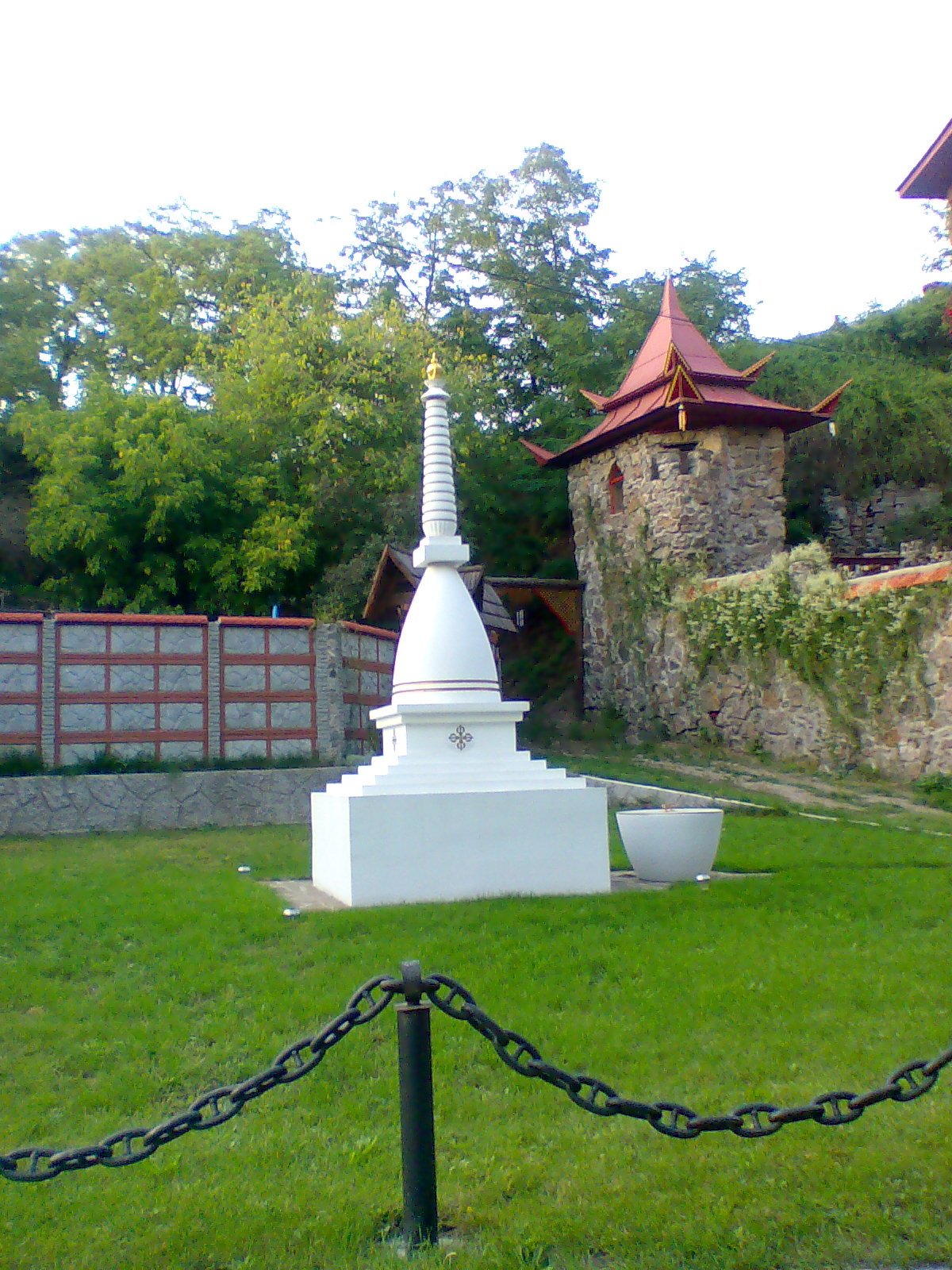
Буддійська ступа
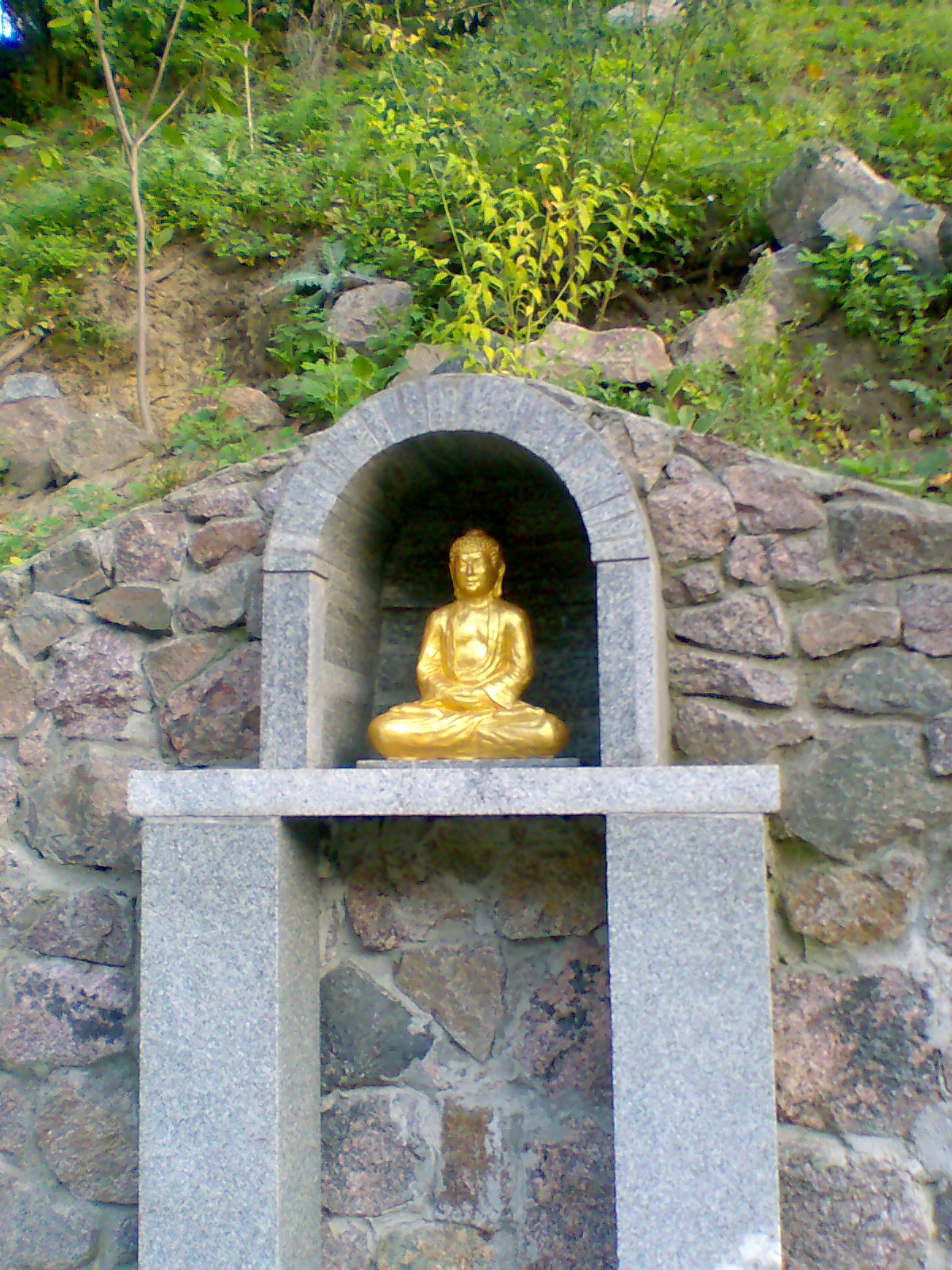
Статуя Будди у внутрішньому дворику храму